# Tribute live SPIN OFF T-Mue-needs
『Tribute live SPIN OFF T-Mue-needs』（トリビュート・ライブ・スピン・オフ・ティミュニーズ）は、日本の音楽ユニットTM NETWORKが2021年4月21日にリリースした映像作品。

## メンバー
- 宇都宮隆：ボーカル・ギター
- 木根尚登：ギター・キーボード・コーラス

## サポートメンバー
- 葛城哲哉：ギター・コーラス
- 阿部薫：ドラムス
- 浅倉大介：キーボード

## ゲスト
- 小室哲哉：『tribute LIVE』シリーズではこれまで一貫して不参加であったが、2020年12月29日の『LINE CUBE SHIBUYA』ライヴのみゲストとして参加。

## 解説
2007年以来実に13年振りとなる『tribute LIVE』シリーズ第4弾。
通常版と宇都宮隆オフィシャルファンクラブ「Magnetica」会員限定版の2種類。後者は特典としてツアー全会場でのLIVEの模様を収録した「T-Mue-needs Tour Complete Disc」が付属される。
これまではDVDとBlu-rayの2形態での販売が主であったが、本作以降はBlu-rayのみとなった。

## 収録曲

### tribute live SPIN OFF T-Mue-needs LIVE Blu-ray
2020年12月2日中野サンプラザにて行われたライブ映像を収録。
1. Opening EXPO
  - 作曲・編曲：小室哲哉
2. 69/99
  - 作詞：坂元裕二　作曲・編曲：小室哲哉
3. Screen Of Life
  - 作詞・作曲・編曲：小室哲哉
4. STILL LOVE HER (失われた風景)
  - 作詞：小室哲哉　作曲：小室哲哉・木根尚登　編曲：小室哲哉
5. パノラマジック（アストロノーツの悲劇）
  - 作詞：麻生香太郎　作曲：木根尚登　編曲：小室哲哉
6. PALE SHELTER
  - 作詞：小室みつ子　作曲：木根尚登　編曲：小室哲哉
7. 月はピアノに誘われて
  - 作詞：坂元裕二　作曲：木根尚登　編曲：久保こーじ
8. フォーク・パビリオン
9. 月の河～I Hate Folk
  - 作詞・作曲：木根尚登／宇都宮隆　編曲：小室哲哉
10. Come Closer -Daisuke Asakura & Keiichi Miyako-
  - 作詞・作曲・編曲：小室哲哉
11. Children of the New Century
  - 作詞：小室みつ子　作曲・編曲：小室哲哉
12. あの夏を忘れない
  - 作詞：坂元裕二　作曲・編曲：小室哲哉
13. Gia Corm Fillippo Dia（Devil’s Carnival）-BAND ver.-
  - 作詞：小室みつ子　作曲・編曲：小室哲哉
14. CASTLE IN THE CLOUDS
  - 作詞：小室みつ子　作曲・編曲：小室哲哉
15. Alive
  - 作詞：小室みつ子　作曲・編曲：小室哲哉
16. THE POINT OF LOVERS' NIGHT
  - 作詞・作曲・編曲：小室哲哉
17. Get Wild
  - 作詞：小室みつ子　作曲・編曲：小室哲哉

### T-Mue-needs Tour Complete Disc （ファンクラブ限定盤）
各会場で行われたライヴ映像を収録。
1. 69/99
  - 作詞：坂元裕二　作曲・編曲：小室哲哉

2020年9月14日に『KT Zepp Yokohama』で行われたライヴ映像。
2. Screen Of Life
  - 作詞・作曲・編曲：小室哲哉

2020年9月15日に『KT Zepp Yokohama』で行われたライヴ映像。
3. STILL LOVE HER (失われた風景)
  - 作詞：小室哲哉　作曲：小室哲哉・木根尚登　編曲：小室哲哉

2020年9月22日に『Zepp Sapporo』で行われたライヴ映像。
4. PALE SHELTER
  - 作詞：小室みつ子　作曲：木根尚登　編曲：小室哲哉

2020年10月3日に『Zepp DiverCity Tokyo』で行われたライヴ映像。
5. パノラマジック（アストロノーツの悲劇）
  - 作詞：麻生香太郎　作曲：木根尚登　編曲：小室哲哉

2020年10月4日に『Zepp DiverCity Tokyo』で行われたライヴ映像。
6. You can Dance
  - 作詞：西門加里　作曲・編曲：小室哲哉

2020年10月17日に『BLUE LIVE 広島』で行われたライヴ映像。
7. あの夏を忘れない
  - 作詞：坂元裕二　作曲・編曲：小室哲哉

2020年10月18日に『Zepp Fukuoka』で行われたライヴ映像。
8. Children of the New Century
  - 作詞：小室みつ子　作曲・編曲：小室哲哉

2020年10月24日に『Zepp Nagoya』で行われたライヴ映像。
9. 月はピアノに誘われて
  - 作詞：坂元裕二　作曲：木根尚登　編曲：久保こーじ

2020年10月25日に『Zepp Namba (OSAKA)』で行われたライヴ映像。
10. CASTLE IN THE CLOUDS
  - 作詞：小室みつ子　作曲・編曲：小室哲哉

2020年11月7日に『EX THEATER ROPPONGI』で行われたライヴ映像。
11. Alive
  - 作詞：小室みつ子　作曲・編曲：小室哲哉

2020年11月8日に『EX THEATER ROPPONGI』で行われたライヴ映像。
12. THE POINT OF LOVERS' NIGHT
  - 作詞・作曲・編曲：小室哲哉

2020年11月15日に『仙台Rensa』で行われたライヴ映像。
13. We love the EARTH
  - 作詞・作曲・編曲：小室哲哉

2020年11月22日に『Zepp Tokyo』で行われたライヴ映像。
14. Nervous
  - 作詞：川村真澄　作曲・編曲：小室哲哉

2020年11月23日に『Zepp Tokyo』で行われたライヴ映像。
15. RAINBOW RAINBOW
  - 作詞：西門加里　作曲・編曲：小室哲哉

2020年12月1日に『中野サンプラザ』で行われたライヴ映像。
16. Looking At You
  - 作詞：小室みつ子　作曲：木根尚登　編曲：小室哲哉

2020年12月1日に『中野サンプラザ』で行われたライヴ映像。
17. TIMEMACHINE
  - 作詞：小室哲哉　作曲：木根尚登　編曲：小室哲哉

2020年12月29日に『LINE CUBE SHIBUYA』で行われたライヴ映像でこのライヴのみ小室が参加している。